# Jozef Wissink
Jozephus Bernardus Maria (Jozef) Wissink (Keijenborg, 2 februari 1947) is een Nederlands rooms-katholiek theoloog en priester.

## Jeugd en opleiding
Wissink werd geboren in het Gelderse Keijenborg. Omdat hij al jong priester wilde worden, ging hij na de lagere school direct door naar het seminarie in Apeldoorn. Hij ging in 1965 naar het philosophicum in Zeist, maar twee jaar later ging hij studeren aan  de Katholieke Theologische Universiteit Utrecht, en daarna voor een jaar aan de Universiteit van Notre Dame in de Verenigde Staten. In 1974 studeerde hij af bij emeritus-priester Ferdinand de Grijs. In 1983 promoveerde hij op een dissertatie over Karl Barth.

## Carrière
Wissink werd op 6 november 1977 door kardinaal Willebrands tot priester gewijd. Begin jaren 80 werd hij docent aan de KTU in Utrecht. Hij was van 1999 tot 2012 hoogleraar praktische theologie aan de Universiteit van Tilburg. In 2015 kwam hij in conflict met kardinaal Eijk over de sluiting van de vele kerken in zijn Aartsbisdom Utrecht. Hij vindt dat de kerkgebouwen behouden kunnen blijven door ze te verhuren als concert- of toneelzaal, bibliotheek of buurthuis. Door het opleveren van het geld van het verhuur zouden de kerkgebouwen onderhouden kunnen worden. Bisschop Eijk weigert dat. 
Wissink is parochievicaris in de HH. Martha en Mariaparochie en als zodanig voorganger in de Sint-Maartenskerk in Maartensdijk. In 2011 verscheen zijn boek Begeesterd.

## Boeken
- De inzet van de theologie. Een onderzoek naar de motieven en de geldigheid van Karl Barths strijd tegen de natuurlijke theologie. Amersfoort, De Horstink, 1983, 568 p. (dissertatie)
- Thomas van Aquino. De actuele betekenis van zijn theologie. Een inleiding. Zoetermeer, Meinema, 1998, 254 p. Tweede druk 2001
- Toptheologen. Hoofdfiguren uit de theologie van vandaag. Tielt, Lannoo, 2006, 208 p.
- Begeesterd. Heeswijk, Abdij van Berne, 2011, 136 p.

- Bibliothèque nationale de France: cb16701415k (data)
- Gemeinsame Normdatei: 112972721
- International Standard Name Identifier: 0000 0001 0860 1212
- Library of Congress Control Number: n84146305
- NARCIS: PRS1237146
- Nationale Bibliotheek van Israël: 987007457141205171
- Nederlandse Thesaurus van Auteursnamen: 069851794
- Système universitaire de documentation: 028494989
- Virtual International Authority File: 111826633
- WorldCat: E39PBJtrPWjxpw7Wff3P6XfyVC